# Ландрі Мулемо
Ландрі Мулемо (фр. Landry Mulemo, нар. 17 вересня 1986, Льєж) — бельгійський і конголезький футболіст, що грав на позиції захисника.
Виступав, зокрема, за клуби «Сент-Трюйден» та «Стандард» (Льєж), а також національну збірну Демократичної Республіки Конго.

## Клубна кар'єра
Народився 17 вересня 1986 року в місті Льєж. Вихованець юнацької команди «Стандард» з рідного міста, в період з 1992 по 1995 рік виступав за команду «Флемаль», після чого повернувся у «Стандард».
Після тривалого перебування у складі молодіжної команди в 2004 році Ландрі відправився в оренду в бельгійський клуб «Сент-Трюйден». Він зіграв 65 ігор у чемпіонаті, забивши один гол, і в липні 2007 року знову повернувся до «Стандарду». Відіграв за команду з Льєжа наступні три сезони своєї ігрової кар'єри. За цей час двічі виборював титул чемпіона Бельгії.
Після того як на початку 2010 року «Стандард» придбав Себастіана Поконьйолі, Мулемо втратив місце в основі і 22 червня 2010 року перейшов до турецького «Буджаспора», з яким підписав однорічний контракт.
Після вильоту турецького клубу з Суперліги влітку 2011 року Ландрі знову повернувся до чемпіонату Бельгії, перейшовши до «Кортрейка», де провів два сезони. Згодом у сезоні 2013/14 виступав за кордоном за ізраїльський «Бейтар» (Єрусалим) та угорський «Капошвар».
У сезоні 2014/15 знову грав за «Кортрейк», після чого грав за албанський клуб «Влазнія» та мальтійську «Біркіркару», але виходив на поле нерегулярно.
Завершив ігрову кар'єру у нижчоліговій бельгійській команді «Намюр», за яку виступав протягом 2020 року.

## Виступи за збірні
2003 року дебютував у складі юнацької збірної Бельгії (U-17), загалом на юнацькому рівні взяв участь у 19 іграх, відзначившись одним забитим голом.
Протягом 2006—2008 років залучався до складу молодіжної збірної Бельгії, з якою брав участь у молодіжному чемпіонаті Європи 2007 року в Нідерландах, де дійшов з командою до півфіналу. Наступного року брав участь у футбольному турнірі на літніх Олімпійських іграх у Пекіні, де Бельгія посіла четверте місце, поступившись у матчі за бронзу Бразилії з рахунком 0:3. На Іграх Мулемо був основним гравцем своєї команди і зіграв у п'яти із шести матчах.
У 2011 році Мулемо ухвалив рішення виступати за збірну своєї історичної батьківщини — національну збірну Демократичної Республіки Конго. За неї дебютував у відбірковому матчі чемпіонату світу проти Свазіленду 11 листопада 2011 року.
У складі збірної був учасником Кубка африканських націй 2013 року у ПАР.
Загалом протягом кар'єри в національній команді, яка тривала 3 роки, провів у її формі 11 матчів.

## Титули і досягнення
- Чемпіон Бельгії (2):

«Стандард» (Льєж): 2007/08, 2008/09
- Володар Суперкубка Бельгії (2):

«Стандард» (Льєж): 2008, 2009